# Pat Flaherty
George Francis 'Pat' Flaherty, Jr. (Glendale, Californië, 6 januari 1926 - Oxnard, Californië, 9 april 2002) was een Amerikaans Formule 1-coureur. Hij nam deel aan zes GP weekeindes en startte vijf maal de race; de Indianapolis 500 van 1950, 1953, 1955, 1956 en 1959. Hij won de Indianapolis 500 in 1956. Flaherty stierf in 2002 aan kanker.